# The Myth of the First Three Years
The Myth of the First Three Years: A New Understanding of Early Brain Development and Lifelong Learning (ISBN 978-0-7432-4260-8, 1999) é um livro escrito por John Bruer. O livro explica os exageros da pesquisa básica do período crítico em neurociências "resultando numa canalização potencialmente desproporcional de recursos para a educação infantil".

## Primeiros três anos
O livro discute os mitos que cercam o desenvolvimento da primeira infância, em particular, o mito de que "os três primeiros anos de vida de um bebê determinam se a criança se tornará uma pessoa bem-sucedida e pensante".  De acordo com uma revisão: "Os pais foram enganados por uma conta de mercadorias que é altamente destrutiva porque enfatiza demais a nutrição de bebês e crianças pequenas em detrimento das responsabilidades parentais e educacionais de longo prazo". 